# Суспільне мовлення
Суспільне мовлення або громадське мовлення (англ. public broadcasting) — один з різновидів публічних послуг, що спеціалізується на забезпеченні своєї громади послугами радіо, телебачення та інших електронних медіа.

## Походження явища та поняття
Суспільне мовлення базується на ідеях британської концепції «public service broadcasting» («public broadcasting»), яка була адаптована до українських реалій. Першоджерелом її вважається британська концепція суспільних послуг (Public service).

## Термінологія
Певне узагальнення принципів, що дає змогу зрозуміти ідей, які своєю діяльністю реалізує суспільний мовник, здійснено громадською організацією «Світова рада радіо та телебачення». На їхню думку, суспільне мовлення характеризує:
- універсальне спрямування програм, тобто для всіх громадян в однаковій мірі, незалежно від розміру їхніх доходів або приналежності до якоїсь групи (верстви) суспільства,
- різноманітність і виваженість змісту, жанрів, груп глядачів та слухачів,
- дистинктивність — програми громадських мовників відрізняються від програм інших мовників кращою якістю, культурно-збагачуючим змістом та високим рівнем новацій тощо,
- незалежність мовників від політичного та ринкового тиску.[7]

Суспільне мовлення повинно якісно відрізнятися від комерційного та державного, має слугувати розвиткові людини, суспільства, бути противагою маніпуляцій та пропаганди комерційних та державних ЗМІ. При цьому, потребам меншин повинна приділятися особлива увага.

## В Україні

### Перша спроба впровадження (1997)
Верховна Рада 1997 року увалює закон «Про систему Суспільного телебачення і радіомовлення України» (серед авторів - Віталій Шевченко). Приймаються Постанови ВРУ. Передбачається:
Надати телерадіоорганізації Суспільного мовлення України (акціонерне товариство) «Громадське Українське радіо і телебачення (ГУРТ)» статус телерадіоорганізації громадського мовлення України як невід'ємної складової частини системи Суспільного телебачення і радіомовлення та виділити їй для телерадіомовлення загальнонаціональні канали УТ-2 та УР-3.
Національна рада України з питань телебачення і радіомовлення не надає «Громадському українському радіо і телебачення» ліцензії на мовлення. Реформа не вдалася. До січня 2017 року в Україні не було жодного суспільного мовника.

### 1997—2014 (обговорення, спроби)
Дискусії про утворення суспільного мовлення пожвавилися 2005 року, після Помаранчевої революції та приходу на НТКУ команди Тараса Стецьківа та Андрія Шевченка. Була утворена Коаліція громадських організацій «Суспільне мовлення», яка напрацювала пакет законодавчих та організаційних пропозицій. Рух затих після відхилення ВРУ відповідного законопроєкту 22 грудня 2005 у другому читанні.
Певну демократизацію НТКУ та НРКУ планувалось надати ст. 14 закону «Про телебачення та радіомовлення» в редакції 2006 року, що передбачала створення двох 17-голівних Громадських рад, основне завдання яких полягало у внесенні до ВРУ пропозицій щодо призначення або звільнення голів НТКУ та НРКУ. Члени громадських рад, в свою чергу, мали б призначатися Верховною Радою: 9 із числа парламентських фракцій, 4 з боку Президента, та 4 представники загальнонаціональних організацій, що фактично нейтралізує вплив громадськості на прийняття рішень. Восени 2007 року Комітет ВР з питань свободи слова та інформації провів конкурс кандидатів у члени Громадських рад, однак парламент не розглядав постанову про створення цих спостережних органів.
15 вересня 2009 року Конституційний суд ухвалив рішення, яким президент та ВРУ були позбавлені повноважень призначати як керівників НТКУ та НРКУ, так і членів громадських рад. Причиною визнання цих норм неконституційними є те, що Конституція України не передбачає таких повноважень ні у президента, ні у Верховної ради.
Новий поштовх в цьому процесу надало підписання керівниками органів, відповідальних за політику у сфері телерадіомовлення, 15 березня 2007 року спільної заяви.
2009 року народний депутат Андрій Шевченко зареєстрував проєкт нової редакції Закону «Про систему суспільного мовлення України». Законопроєкт був відхилений парламентом 12 червня 2009. Проєкт підтримали БЮТ та Блок Литвина, не підтримали ПР та КПУ; голоси НУНС розділилися.
2010 — народні депутати Шевченко, Каськів та Суслов зареєстрували чергову редакцію законопроєкту «Про суспільне мовлення» (№ 7241). Законопроєкт чекає на розгляд у першому читанні.
Проєкт Закону України «Про Суспільне телебачення і радіомовлення України» вноситься урядом Миколи Азарова 12.12.2012.

### Друга спроба впровадження (2014—2017)
Суспільне мовлення залишалося зобов'язанням України перед Радою Європи, було публічно підтримуване всіма ключовими політичними гравцями, а експертне середовище та представники громадських організацій одностайно визнавали його нагально необхідним, але термін його утворення довго залишався невизначеним.
Ухвалити Закон України «Про Суспільне телебачення і радіомовлення України» вдалося тільки після зміни влади, 17 квітня 2014 року. 13 травня Закон підписаний в. о. Президента України Олександром Турчиновим, 15 травня набрав чинності.
Згідно з Законом, «НСТУ» створено на базі Національної телекомпанії України, Національної радіокомпанії України, ДТРК «Культура», обласних державних ТРК, ДТРК «Крим», Київської державної регіональної ТРК, Севастопольської регіональної державної ТРК, Новгород-Сіверської регіональної ДТРК «Сіверська», Криворізької регіональної ДТРК «Криворіжжя» та Української студії телевізійних фільмів «Укртелефільм». Керувати Суспільним телебаченням має Наглядова рада, яку формують громадськість і політичні фракції ВРУ.

#### Створення суспільного мовника (2017)
Реєстрація Національної суспільної телерадіокомпанії України відбулася 19.01.2017 — що вважають днем появи в Україні першого суспільного мовника.

## У світі

### Виникнення концепції
Суспільне мовлення вперше виникло у Британії з появою корпорації British Broadcasting Company Ltd (BBC) 1922 року.

### Велика Британія
Суспільне мовлення у Британії реалізується через Брита́нську Телерадіомо́вну Корпора́цію (BBC). За кількістю слухачів вона є найбільшою телерадіомовною компанією у світі. У штаті корпорації працює більш ніж 22 тисячі осіб у всьому світі (в тому числі і в Україні), понад 16 тисяч з яких працюють у державному секторі. Штаб-квартира корпорації знаходиться у Broadcasting House у Вестмінстері, Лондон.
Керуючий орган корпорації — «Бі-Бі-Сі Траст», однак в її установчих документах зазначено, що компанія незалежна від стороннього впливу й підзвітна тільки перед глядачами й слухачами. Основний девіз компанії — «інформувати, навчати і розважати». Річний бюджет 4 мільярди фунтів. 29 лютого 2012 року корпорація відзначала 90-річний ювілей початку міжнародного мовлення.

Стабільний бюджет компанії формує спеціальний податок, який сплачують всі мешканці Великої Британії, які володіють телевізорами, а також будь-якими пристроями, що дозволяють переглядати відеосигнал в режимі реального часу, включаючи мобільний телефон. Щорічно ця сума становить 2,8 млрд фунтів (майже 5,4 млрд доларів; 2005 року — 7,205 млрд дол.). Щорічний бюджет BBC — 3,7 млрд фунтів стерлінгів.

### Німеччина
Суспільне мовлення у Німеччині реалізується з 9 земельними мовниками, що об'єднані в Робочій спільноті суспільних мовників ФРН (ARD), а також Другого німецького телебачення (ZDF), Радіо Німеччини (DRadio) та Німецької хвилі (надалі − DW). Регіональні мовники-члени ARD відповідають спільно за виробництво та трансляцію першої телевізійної програми суспільного мовлення «Das Erste», а також телетексту та інтернет-порталів до неї. Окрім цього, згадані мовники пропонують по одній регіональній телепрограмі (за винятком малих мовників Радіо Бремен та Саарського мовлення), а також кожен по низці регіональних радіопрограм. Засноване 1961 року Друге німецьке телебачення (ZDF) було покликано усунути монополію єдиної в той час телевізійної програми ARD; його телепрограма розповсюджується на території всієї Німеччини. 1994 року було засновано Deutschlandradio, чиї програми також мають загальнонаціональне розповсюдження. Окрім телепрограми «Das Erste», суспільно-правові мовники-члени ARD спільно з мовником ZDF пропонують дитячу телепрограму «KI.KA», німецько-французьку телепрограму «ARTE», австрійсько-німецько-швейцарську телепрограму «3sat», політичну телепрограму «PHOENIX», а також відповідні інтернет-сторінки до них.
Німецькі суспільні мовники фінансуються в основному за рахунок збору за мовлення, яке сплачується як базовий збір у розмірі 5,76 євро на місяць за радіо або ж новітній приймач (наприклад, комп'ютер з доступом до Інтернету), та як збір за телебачення розміром у 12,22 євро на місяць за телеприймач. Ставка збору за мовлення збільшилася за останні 30 років майже у три рази. Водночас через возз'єднання Німеччини 1990 року кількість домогосподарств й відповідно платників збору суттєво збільшилася, тому доходи зі збору за мовлення зросли за 30-річний період майже у 5 разів. 2009 року доходи зі збору за мовлення становили 7,6 млрд євро. Для порівняння: майже стільки ж доходів (за попередніми оцінками − 7,0 млрд євро) отримало комерційне мовлення 2009 року. Загалом, кількість загальнодоступних телепрограм у дуальній (тобто змішаній суспільній та комерційній) системі телерадіомовлення Німеччини вважається чи не найчисельнішою у всьому світі.

## Фінансування
У світі існують різні форми фінансування. Поширеною є практика застосування змішаної форми фінансування — коли кошти у різних пропорціях надходять з таких джерел як: урядові гранти, ліцензійні збори, реклама, добровільні внески. Зазвичай країни обирають ту модель фінансування, яка найкраще пристосована до конкретних умов у тій чи іншій державі. Існують випадки фінансування суспільного мовника з одного джерела. За даними інфографіку дослідників інформаційної кампанії «Сильніші разом» фінансування суспільних мовників у Данії, Норвегії і Швеції на 100 % здійснюється зі зборів від глядачів, у Естонії, Іспанії та Фінляндії на 100 % здійснюється з державного бюджету.
Фінансування суспільних мовників у країнах Центральної та Східної Європи таких як: Литва, Естонія, Латвія, Угорщина здійснюється здебільшого з державного бюджету. Існує також практика позабюджетних фондів підтримки суспільних медіа. Такі фонди існують, наприклад, в Болгарії, Литві, Словенії, Нідерландах, Угорщині.
У Польщі, працює дещо інша формула фінансування, яка передбачає також абонплату, побудована за принципом opt-in: кожен користувач має сам зареєструватися як платник збору. Оплата цього збору становить 22,7 злотих (137 грн) на місяць. За даними Яцека Курського всього 10 відсотків поляків сплачують абонплату. Правляча партія «Право і справедливість» (ПіС), до якої належав і Яцек Курський, мала плани впровадити з січня 2017 року у рамках медійної реформи нову форму аудіовізуальної абонплати. За попередніми припущеннями, збір  мав становити 15 злотих (пізніше зменшили до 10 злотих), і входити в оплату за електроенергію — незалежно від того, чи є домашній телевізор (радіо) чи ні. Після хвилі протестів це рішення не було прийнято.
На думку Елізабет Робсон, належне функціонування суспільного мовника вимагає особливого фінансування.
Міжнародна консалтингова компанія «McKinsey & Company» у своєму звіті про суспільне мовлення в різних країнах світу приходить до висновку, що фінансування суспільного мовника повинно відповідати таким критеріям як:
- незалежність від надмірного державного та комерційного впливу,
- можливість середньострокового прогнозування доходів,
- збільшення доходів нетто, тобто ріст витрат внаслідок інфляції компенсується збільшенням доходів,
- належне фінансування для гідного конкурування з комерційними мовниками,
- процедура збирання коштів, яка визнається суспільством.

Фінансуванням, що найбільш відповідає зазначеним критеріям, можна вважати абонентську плату. Такий спосіб фінансування є типовим для багатьох держав західної Європи. Термін «абонентська плата» є неточним перекладом з англійського «license fee». Ця оплата («license fee») застосовується в таких країнах як: ФРН, Велика Британія, передбачена вона для громадян у яких наявні теле і радіоприймачі (телевізор, радіо).

### Фінансування в Україні
Статтею 14 Закону України «Про суспільне телебачення і радіомовлення» передбачено, що суспільний мовник (НСТУ) може фінансуватися з таких джерел:
- продажу власної теле- і радіопродукції, плати за користування авторськими та суміжними правами;
- державного і місцевих бюджетів;
- абонентської плати, що сплачується за послуги НСТУ в порядку, встановленому Кабінетом Міністрів України;
- інших надходжень, не заборонених законодавством.

Рішення про джерела фінансування будо предметом багатьох обговорень ще до прийняття Закону. За словами Аласанія Зурабі, запущеній 2017 року НСТУ фінансування у держбюджеті на 2018 рік «зрізано вполовину».

#### Ініціатива зміни моделі фінансування
Ініціатива щодо зміни моделі функціонування НСТУ вперше була оголошена на прес-конференції «Суспільному мовленню в Україні — рік». Після чого розпочато було обговорення та процес лобіювання відповідної реформи.

##### Заява про наміри лобіювати зміни моделі фінансування
На пресконференції «Суспільному мовленню в Україні — рік» Вікторія Сюмар та Вадим Міський зазначили про підтримку ідеї реформування моделі фінансування суспільного мовника. В. Міський озвучив намір Наглядової ради НСТУ «не запроваджувати новий податок, а спеціалізувати для потреб НСТУ один із наявних податків», також ним було зазначено про напрямок подальших реформ фінансування: «щодо того, що можна платити кошти і податок, загальний податок з кожного громадянина України, я б хотів сказати, що це тема, яка справді, як сказала Вікторія Петрівна, у довгостроковому вимірі (там 3-5 років) може злетіти».

##### Оприлюднення змісту моделі фінансування НСТУ, що буде лобіюватися
На міжнародній конференції «Моделі фінансування суспільного мовлення: європейський досвід та український контекст» 28 лютого 2018 року Юрій Джигир вперше озвучив зміст альтернативної моделі фінансування НСТУ. Така модель передбачає виокремлення 50 % надходжень від рентної плати за користування радіочастотним ресурсом у спецфонд Держбюджету. Надалі ці кошти спрямовуватимуться для фінансування НСТУ. За словами В. Міського «така пропозиція зроблена спираючись на литовський досвід».

#### Альтернативні підходи до фінансування суспільного мовника України
Існують різні думки щодо моделі фінансування суспільного мовника України, яка була б дієвою та прийнятною для більшості населення. Маргінальною альтернативною є пропозиція Є. Бенкендорфа, який 2012 року пропонував фінансувати суспільного мовлення коштом комерційних телеканалів. Ця пропозиція була удосконалена та представлена також у наукових працях, як така, що хоча і не є традиційною формою фінансування, але відповідає реаліям України та знайде своїх прибічників серед більшості населення держави.